# Zanthoxylum clava-herculis
Zanthoxylum clava-herculis là một loài thực vật có hoa trong họ Cửu lý hương. Loài này được Carl von Linné miêu tả khoa học đầu tiên năm 1753.

## Hình ảnh

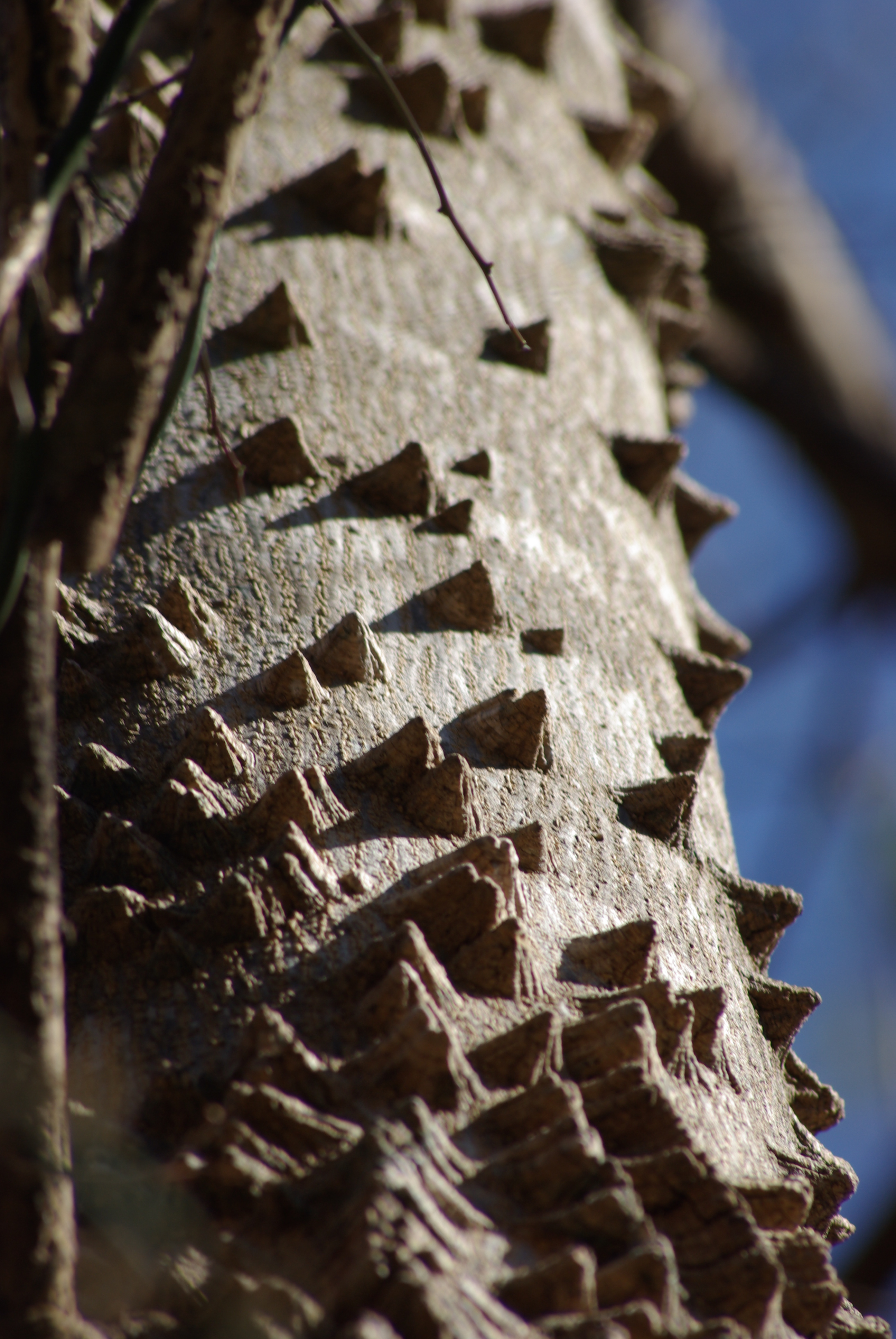
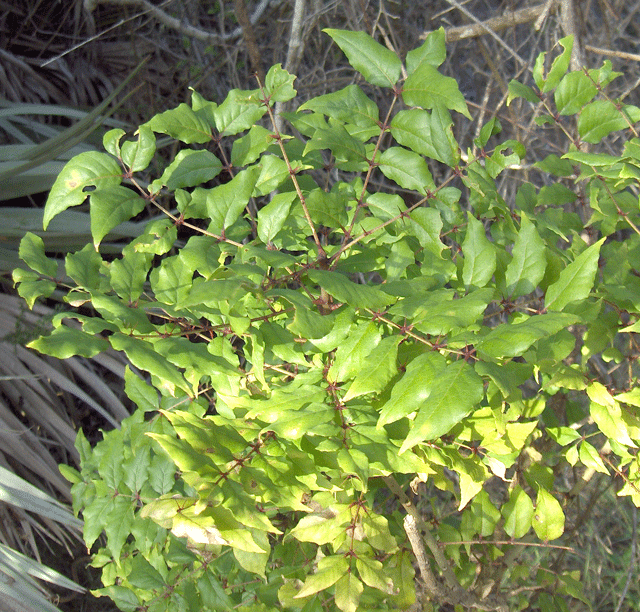
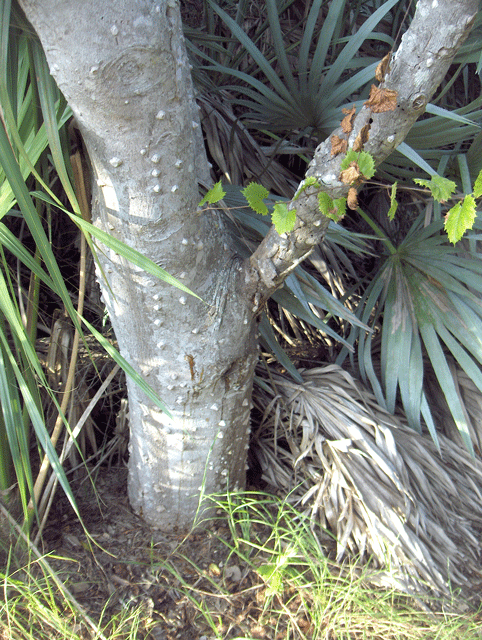
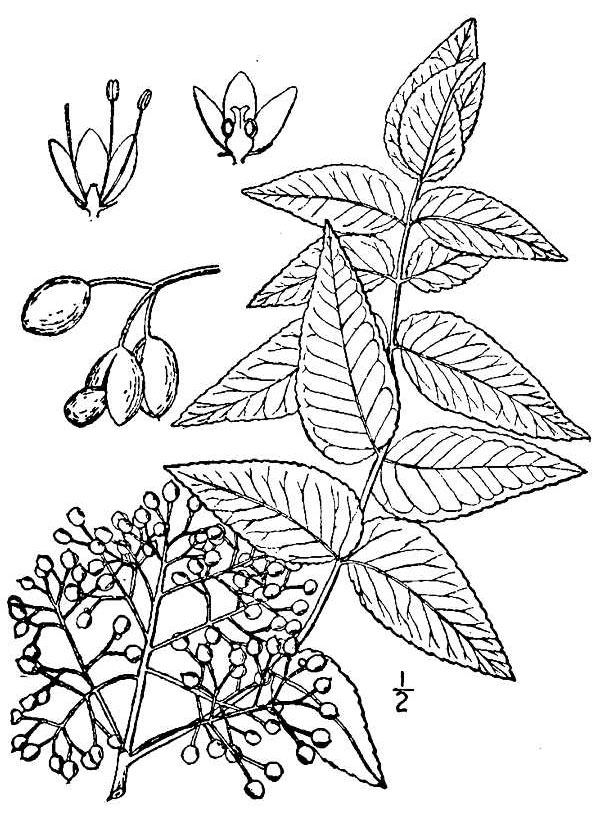